# Calum Gittins
Calum Gittins (n. Auckland; 16 de julio de 1986) es un actor neozelandés, conocido para el público internacional por su papel del rohir Haleth en la película El Señor de los Anillos: las dos torres (2002). La madre de Gittins, Philippa Boyens, fue uno de los guionistas de la trilogía cinematográfica de El Señor de los Anillos, junto al director Peter Jackson y su mujer Fran Walsh.
Su padre es Paul Gittins, actor que interpretó a Michael McKenna en la serie Shortland Street desde 1992 hasta 1995, y con apariciones esporádicas en 1997, 1998  y 1999. Calum también trabajó brevemente en Shortland Street, interpretando a Jake Valentine, el hijo del Dr. Craig Valentine.
Más recientemente ha interpretado a Laurie Logue en la oscarizada El discurso del rey (2010).

## Filmografía
| Año         | Título                                  | Papel          | Notas               |
| ----------- | --------------------------------------- | -------------- | ------------------- |
| 2002        | El Señor de los Anillos: las dos torres | Haleth         |                     |
| 2004 - 2006 | Shortland Street                        | Jake Valentine | Serie de televisión |
| 2008        | Crossing the Line                       |                | Cortometraje        |
| 2010        | El discurso del rey                     | Laurie Logue   |                     |